# 多拉特湾

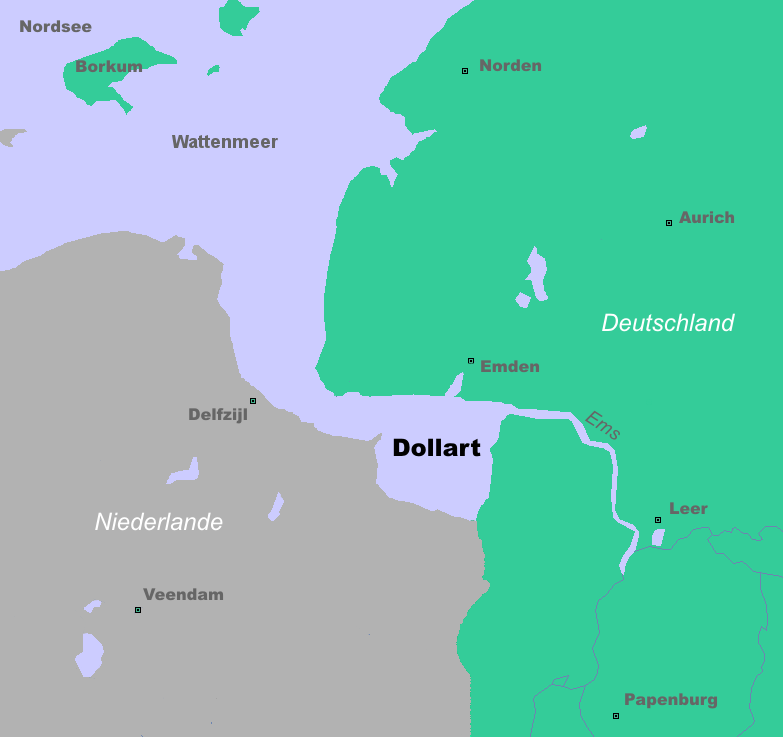
多拉特湾及其周边地区

多拉特湾（德語：Dollart，發音：[ˈdɔlaʁt]，發音：[ˈdɔlɑrt]）是荷兰北部与德国之间瓦登海的一个海湾，位于埃姆斯河河口西侧，面积约100平方千米。退潮时，大部分海湾会干涸。许多水鸟在此觅食。

## 边界争端
荷兰和德国对湾内边界具体走向的意见未能达成一致，但双方在1960年签署了《埃姆斯-多拉特条约》，规定了相互的责任，并同意求同存异。2011年左右，该边界争端因里夫加特海上风电场的规划而被重视。2014年，通过另一项条约，划定了一条“界线”，3-12海里（风电场所在地）之间领海的使用和管理问题得到解决，但边界争端本身仍未解决。